# Dimitri Sjevardnadze
Dimitri Sjevardnadze (georgiska: დიმიტრი შევარდნაძე), född 1 december 1885 i Gurien, död 1937 i Tbilisi, var en georgisk konstnär, konstsamlare och offer för den stora utrensningen under Josef Stalins förtryck.

## Biografi
Dimitri Sjevardnadze var född i Bachvi, en liten by i den västra georgiska provinsen Gurien, då en del av det Ryska Imperiet. Han utbildades vid konstakademierna i Sankt Petersburg och München. När han återvände till Georgien grundade han 1916 "Association of Georgian Artists" och ledde denna. Han hjälpte också till att upprätta Georgiens nationalmuseum för konst (1920) och Tbilisi statliga konstakademi (1922). Han dekorerade flera opera- och teaterföreställningar och filmer och designade en officiell logotyp för Tbilisis universitet.

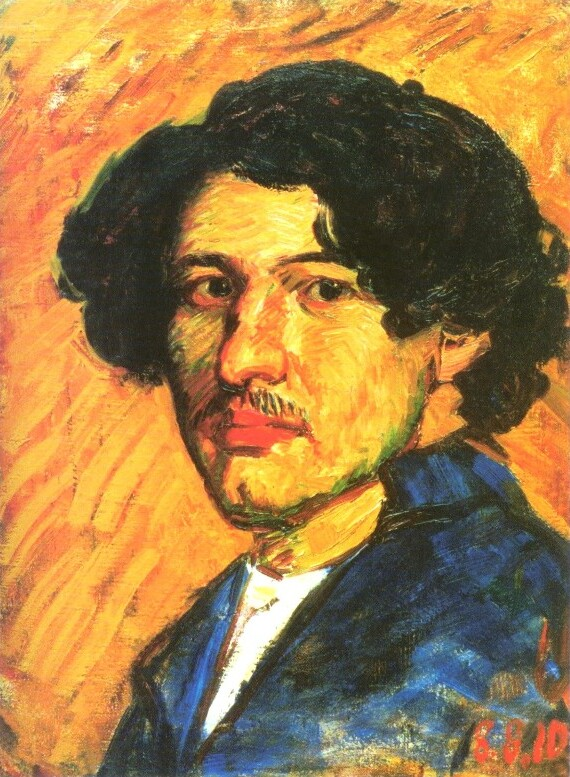
Självporträtt.

## Revolt
År 1937 hade Georgiens kommunistledare Lavrenti Beria för avsikt att förstöra den medeltida Metechi-kyrkan i Tbilisi, men mötte envist motstånd från en grupp georgiska intellektuella under ledning av Sjevardnadze. Som svar på motståndet sade Beria att istället för den nuvarande kyrkan räckte det att ha en skalenlig modell av den på ett museum för att folk skulle kunna se den. Senare informerade han privat Sjevardnadze om att ifall denne slutade försöka rädda kyrkan skulle han utses till chef för det framtida museet. Konstnären vägrade och arresterades så småningom den 11 juni 1937 och avrättades senare den 12 september. Kyrkan är dock bevarad.

## Familj
Politikern Eduard Sjevardnadze var kusin till Dmitri Sjevardnadze.